# Nuoto ai campionati europei di nuoto 2016
Le gare di nuoto ai Campionati europei di nuoto 2016 si svolgono dal 16 al 22 maggio 2016, presso il London Aquatics Centre di Londra.

## Regolamento
In totale sono in programma 42 gare di nuoto, suddivise in 34 competizioni individuali e 8 staffette. È prevista una fase eliminatoria a cui seguiranno le semifinali e la finale per l'assegnazione delle medaglie, ad eccezione dei 400m, 800m, 1500m e dei 400m misti che non prevedono lo svolgimento di alcuna semifinale. I migliori 16 classificati nelle batterie avanzano alle semifinali, le quali determinano gli 8 atleti che hanno accesso alla finale. Nei casi in cui non è previsto lo svolgimento delle semifinali saranno le eliminatorie a decretare direttamente gli 8 finalisti. Le eliminatorie si svolgono al mattino, mentre nel pomeriggio avranno luogo le semifinali e la finale.

## Calendario
Orario locale (UTC+0).
| Data           | Ora   | Evento                                            |
| -------------- | ----- | ------------------------------------------------- |
| 16 maggio 2016 | 10:00 | Batterie 400 m stile libero maschili              |
| 16 maggio 2016 | 10:00 | Batterie 50 m farfalla femminili                  |
| 16 maggio 2016 | 10:00 | Batterie 100 m dorso maschili                     |
| 16 maggio 2016 | 10:00 | Batterie 400 m misti femminili                    |
| 16 maggio 2016 | 10:00 | Batterie 100 m rana maschili                      |
| 16 maggio 2016 | 10:00 | Batterie 200 m dorso femminili                    |
| 16 maggio 2016 | 10:00 | Batterie 50 m farfalla maschili                   |
| 16 maggio 2016 | 10:00 | Batterie staffetta 4x100 m stile libero femminili |
| 16 maggio 2016 | 10:00 | Batterie staffetta 4x100 m stile libero maschili  |
| 16 maggio 2016 | 18:00 | Finale 400 m stile libero maschile                |
| 16 maggio 2016 | 18:00 | Semifinali 50 m farfalla femminili                |
| 16 maggio 2016 | 18:00 | Semifinali 100 m dorso maschili                   |
| 16 maggio 2016 | 18:00 | Finale 400 m misti femminile                      |
| 16 maggio 2016 | 18:00 | Semifinali 100 m rana maschili                    |
| 16 maggio 2016 | 18:00 | Semifinali 200 m dorso femminili                  |
| 16 maggio 2016 | 18:00 | Semifinali 50 m farfalla maschili                 |
| 16 maggio 2016 | 18:00 | Finale staffetta 4x100 m stile libero femminile   |
| 16 maggio 2016 | 18:00 | Finale staffetta 4x100 m stile libero maschile    |
| 17 maggio 2016 | 10:00 | Batterie 200 m stile libero maschili              |
| 17 maggio 2016 | 10:00 | Batterie 100 m rana femminili                     |
| 17 maggio 2016 | 10:00 | Batterie 200 m misti maschili                     |
| 17 maggio 2016 | 10:00 | Batterie 100 m stile libero femminili             |
| 17 maggio 2016 | 10:00 | Batterie staffetta mista 4x100 m misti            |
| 17 maggio 2016 | 10:00 | Batterie 1500 m stile libero maschili             |
| 17 maggio 2016 | 18:00 | Finale 50 m farfalla maschile                     |
| 17 maggio 2016 | 18:00 | Semifinali 100 m stile libero femminili           |
| 17 maggio 2016 | 18:00 | Finale 100 m dorso maschile                       |
| 17 maggio 2016 | 18:00 | Finale 50 m farfalla femminile                    |
| 17 maggio 2016 | 18:00 | Finale 100 m rana maschile                        |
| 17 maggio 2016 | 18:00 | Semifinali 100 m rana femminili                   |
| 17 maggio 2016 | 18:00 | Semifinali 200 m misti maschili                   |
| 17 maggio 2016 | 18:00 | Finale 200 m dorso femminile                      |
| 17 maggio 2016 | 18:00 | Semifinali 200 m stile libero maschili            |
| 17 maggio 2016 | 18:00 | Finale staffetta mista 4x100 m misti              |
| 18 maggio 2016 | 10:00 | Batterie 200 m farfalla maschili                  |
| 18 maggio 2016 | 10:00 | Batterie 200 m misti femminili                    |
| 18 maggio 2016 | 10:00 | Batterie 200 m rana maschili                      |
| 18 maggio 2016 | 10:00 | Batterie 100 m dorso femminili                    |
| 18 maggio 2016 | 10:00 | Batterie 50 m dorso maschili                      |
| 18 maggio 2016 | 10:00 | Batterie 800 m stile libero femminili             |
| 18 maggio 2016 | 18:00 | Finale 1500 m stile libero maschile               |
| 18 maggio 2016 | 18:00 | Semifinali 200 m rana maschili                    |
| 18 maggio 2016 | 18:00 | Semifinali 200 m misti femminili                  |
| 18 maggio 2016 | 18:00 | Finale 200 m stile libero maschile                |
| 18 maggio 2016 | 18:00 | Finale 100 m rana femminile                       |
| 18 maggio 2016 | 18:00 | Semifinali 200 m farfalla maschili                |
| 18 maggio 2016 | 18:00 | Finale 100 m stile libero femminile               |
| 18 maggio 2016 | 18:00 | Finale 200 m misti maschile                       |
| 18 maggio 2016 | 18:00 | Semifinali 100 m dorso femminili                  |
| 18 maggio 2016 | 18:00 | Semifinali 50 m dorso maschili                    |
| 19 maggio 2016 | 10:00 | Batterie 200 m rana femminili                     |
| 19 maggio 2016 | 10:00 | Batterie 100 m stile libero maschili              |
| 19 maggio 2016 | 10:00 | Batterie 100 m farfalla femminili                 |
| 19 maggio 2016 | 10:00 | Batterie 800 m stile libero maschili              |
| 19 maggio 2016 | 10:00 | Batterie staffetta 4x200 m stile libero femminili |
| 19 maggio 2016 | 18:00 | Finale 800 m stile libero femminile               |
| 19 maggio 2016 | 18:00 | Finale 200 m misti femminile                      |
| 19 maggio 2016 | 18:00 | Semifinali 100 m stile libero maschili            |
| 19 maggio 2016 | 18:00 | Semifinali 100 m farfalla femminili               |
| 19 maggio 2016 | 18:00 | Finale 200 m rana maschile                        |
| 19 maggio 2016 | 18:00 | Finale 100 m dorso femminile                      |
| 19 maggio 2016 | 18:00 | Finale 200 m farfalla maschile                    |
| 19 maggio 2016 | 18:00 | Semifinali 200 m rana femminili                   |
| 19 maggio 2016 | 18:00 | Finale 50 m dorso maschile                        |
| 19 maggio 2016 | 18:00 | Finale staffetta 4x200 m stile libero femminile   |
| 20 maggio 2016 | 10:00 | Batterie 200 m dorso maschili                     |
| 20 maggio 2016 | 10:00 | Batterie 200 m stile libero femminili             |
| 20 maggio 2016 | 10:00 | Batterie 100 m farfalla maschili                  |
| 20 maggio 2016 | 10:00 | Batterie 50 m dorso femminili                     |
| 20 maggio 2016 | 10:00 | Batterie 50 m rana maschili                       |
| 20 maggio 2016 | 10:00 | Batterie staffetta mista 4x100 m stile libero     |
| 20 maggio 2016 | 10:00 | Batterie 1500 m stile libero femminili            |
| 20 maggio 2016 | 18:00 | Finale 800 m stile libero maschile                |
| 20 maggio 2016 | 18:00 | Semifinali 200 m stile libero femminili           |
| 20 maggio 2016 | 18:00 | Semifinali 100 m farfalla maschili                |
| 20 maggio 2016 | 18:00 | Finale 200 m rana femminile                       |
| 20 maggio 2016 | 18:00 | Finale 100 m stile libero maschile                |
| 20 maggio 2016 | 18:00 | Semifinali 50 m dorso femminili                   |
| 20 maggio 2016 | 18:00 | Semifinale 200 m dorso maschile                   |
| 20 maggio 2016 | 18:00 | Finale 100 m farfalla femminile                   |
| 20 maggio 2016 | 18:00 | Semifinali 50 m rana maschili                     |
| 20 maggio 2016 | 18:00 | Finale staffetta mista 4x100 m stile libero       |
| 21 maggio 2016 | 09:00 | Batterie 50 m rana femminili                      |
| 21 maggio 2016 | 09:00 | Batterie 50 m stile libero maschili               |
| 21 maggio 2016 | 09:00 | Batterie 200 m farfalla femminili                 |
| 21 maggio 2016 | 09:00 | Batterie 50 m stile libero femminili              |
| 21 maggio 2016 | 09:00 | Batterie staffetta 4x200 m stile libero maschili  |
| 21 maggio 2016 | 16:00 | Finale 1500 m stile libero femminile              |
| 21 maggio 2016 | 16:00 | Semifinali 50 m rana femminili                    |
| 21 maggio 2016 | 16:00 | Finale 100 m farfalla maschile                    |
| 21 maggio 2016 | 16:00 | Finale 200 m stile libero femminile               |
| 21 maggio 2016 | 16:00 | Semifinali 50 m stile libero maschili             |
| 21 maggio 2016 | 16:00 | Finale 50 m dorso femminile                       |
| 21 maggio 2016 | 16:00 | Finale 200 m dorso maschile                       |
| 21 maggio 2016 | 16:00 | Semifinali 200 m farfalla femminili               |
| 21 maggio 2016 | 16:00 | Finale 50 m rana maschile                         |
| 21 maggio 2016 | 16:00 | Semifinali 50 m stile libero femminili            |
| 21 maggio 2016 | 16:00 | Finale staffetta 4x200 m stile libero maschile    |
| 22 maggio 2016 | 09:00 | Batterie 400 m stile libero femminili             |
| 22 maggio 2016 | 09:00 | Batterie 400 m misti maschili                     |
| 22 maggio 2016 | 09:00 | Batterie staffetta 4x100 m misti femminili        |
| 22 maggio 2016 | 09:00 | Batterie staffetta 4x100 m misti maschili         |
| 22 maggio 2016 | 16:00 | Finale 50 m stile libero femminile                |
| 22 maggio 2016 | 16:00 | Finale 50 m stile libero maschile                 |
| 22 maggio 2016 | 16:00 | Finale 50 m rana femminile                        |
| 22 maggio 2016 | 16:00 | Finale 200 m farfalla femminile                   |
| 22 maggio 2016 | 16:00 | Finale 400 m misti maschile                       |
| 22 maggio 2016 | 16:00 | Finale 400 m stile libero femminile               |
| 22 maggio 2016 | 16:00 | Finale staffetta 4x100 m misti femminile          |
| 22 maggio 2016 | 16:00 | Finale staffetta 4x100 m misti maschile           |

## Podi

### Uomini
| Evento                          | Oro                                                                            | Tempo    | Argento                                                                         | Tempo    | Bronzo                                                                    | Tempo    |
| Stile libero                    |                                                                                |          |                                                                                 |          |                                                                           |          |
| 50 m (dettagli)                 | Florent Manaudou                                                               | 21"73    | Andrij Govorov                                                                  | 21"79    | Benjamin Proud                                                            | 21"85    |
| 100 m (dettagli)                | Luca Dotto                                                                     | 48"25    | Sebastiaan Verschuren                                                           | 48"32    | Clément Mignon                                                            | 48"36    |
| 200 m (dettagli)                | Sebastiaan Verschuren                                                          | 1'46"02  | Velimir Stjepanović                                                             | 1'46"26  | James Guy                                                                 | 1'46"42  |
| 400 m (dettagli)                | Gabriele Detti                                                                 | 3'44"01  | Henrik Christiansen                                                             | 3'46"49  | Péter Bernek                                                              | 3'46"81  |
| 800 m (dettagli)                | Gregorio Paltrinieri                                                           | 7'42"33  | Gabriele Detti                                                                  | 7'43"52  | Mychajlo Romančuk                                                         | 7'47"99  |
| 1500 m (dettagli)               | Gregorio Paltrinieri                                                           | 14'34"04 | Gabriele Detti                                                                  | 14'48"75 | Mychajlo Romančuk                                                         | 14'50"33 |
| Dorso                           |                                                                                |          |                                                                                 |          |                                                                           |          |
| 50 m (dettagli)                 | Camille Lacourt                                                                | 24"77    | Richárd Bohus                                                                   | 24"82    | Grigorij Tarasevič                                                        | 24"86    |
| 100 m (dettagli)                | Camille Lacourt                                                                | 53"79    | Grigorij Tarasevič                                                              | 53"89    | Simone Sabbioni Apostolos Christou                                        | 54"19    |
| 200 m (dettagli)                | Radosław Kawęcki                                                               | 1'55"98  | Yakov Yan Toumarkin                                                             | 1'56"97  | Danas Rapšys                                                              | 1'57"22  |
| Rana                            |                                                                                |          |                                                                                 |          |                                                                           |          |
| 50 m (dettagli)                 | Adam Peaty                                                                     | 26"66    | Peter John Stevens                                                              | 27"09    | Ross Murdoch                                                              | 27"31    |
| 100 m (dettagli)                | Adam Peaty                                                                     | 58"36    | Ross Murdoch                                                                    | 59"73    | Giedrius Titenis                                                          | 1'00"10  |
| 200 m (dettagli)                | Ross Murdoch                                                                   | 2'08"33  | Marco Koch                                                                      | 2'08"40  | Luca Pizzini                                                              | 2'10"39  |
| Farfalla                        |                                                                                |          |                                                                                 |          |                                                                           |          |
| 50 m (dettagli)                 | Andrij Govorov                                                                 | 22"92    | László Cseh                                                                     | 23"31    | Benjamin Proud                                                            | 23"34    |
| 100 m (dettagli)                | László Cseh                                                                    | 50"86    | Konrad Czerniak                                                                 | 51"22    | Mehdy Metella                                                             | 51"70    |
| 200 m (dettagli)                | László Cseh                                                                    | 1'52"91  | Viktor Bromer                                                                   | 1'55"35  | Tamás Kenderesi                                                           | 1'55"39  |
| Misti                           |                                                                                |          |                                                                                 |          |                                                                           |          |
| 200 m (dettagli)                | Andreas Vazaios                                                                | 1'58"18  | Gal Nevo                                                                        | 1'59"69  | Alexis Santos                                                             | 1'59"76  |
| 400 m (dettagli)                | Dávid Verrasztó                                                                | 4'13"15  | Richárd Nagy                                                                    | 4'14"16  | Federico Turrini                                                          | 4'14"74  |
| Staffette                       |                                                                                |          |                                                                                 |          |                                                                           |          |
| 4x100 m stile libero (dettagli) | Francia William Meynard Florent Manaudou Fabien Gilot Clément Mignon           | 3'13"48  | Italia Luca Dotto Luca Leonardi Jonathan Boffa Filippo Magnini                  | 3'14"29  | Belgio Glenn Surgeloose Jasper Aerents Dieter Dekoninck Pieter Timmers    | 3'14"30  |
| 4x200 m stile libero (dettagli) | Paesi Bassi Dion Dreesens Maarten Brzoskowski Kyle Stolk Sebastiaan Verschuren | 7'07"82  | Belgio Louis Croenen Glenn Surgeloose Dieter Dekoninck Pieter Timmers           | 7'08"28  | Italia Andrea Mitchell D'Arrigo Filippo Magnini Luca Dotto Gabriele Detti | 7'08"30  |
| 4x100 m misti (dettagli)        | Gran Bretagna Chris Walker-Hebborn Adam Peaty James Guy Duncan Scott           | 3'32"15  | Francia Benjamin Stasiulis Giacomo Perez-Dortona Mehdy Metella Florent Manaudou | 3'33"89  | Ungheria Gábor Balog Gábor Financsek László Cseh Richárd Bohus            | 3'34"12  |

### Donne
| Evento                          | Oro                                                                                  | Tempo    | Argento                                                                                     | Tempo    | Bronzo                                                                         | Tempo    |
| Stile libero                    |                                                                                      |          |                                                                                             |          |                                                                                |          |
| 50 m (dettagli)                 | Ranomi Kromowidjojo                                                                  | 24"07    | Francesca Halsall                                                                           | 24"44    | Jeanette Ottesen                                                               | 24"61    |
| 100 m (dettagli)                | Sarah Sjöström                                                                       | 52"82    | Ranomi Kromowidjojo                                                                         | 53"24    | Femke Heemskerk                                                                | 53"72    |
| 200 m (dettagli)                | Federica Pellegrini                                                                  | 1'55"93  | Femke Heemskerk                                                                             | 1'55"97  | Charlotte Bonnet                                                               | 1'56"51  |
| 400 m (dettagli)                | Boglárka Kapás                                                                       | 4'03"47  | Jazmin Carlin                                                                               | 4'04"85  | Mireia Belmonte García                                                         | 4'06"89  |
| 800 m (dettagli)                | Boglárka Kapás                                                                       | 8'21"40  | Jazmin Carlin                                                                               | 8'23"52  | Tjaša Oder                                                                     | 8'25"68  |
| 1500 m (dettagli)               | Boglárka Kapás                                                                       | 15'50"22 | Mireia Belmonte García                                                                      | 16'00"20 | María Vilas Vidal                                                              | 16'01"25 |
| Dorso                           |                                                                                      |          |                                                                                             |          |                                                                                |          |
| 50 m (dettagli)                 | Francesca Halsall                                                                    | 27"57    | Mie Østergaard Nielsen                                                                      | 27"77    | Georgia Davies                                                                 | 27"87    |
| 100 m (dettagli)                | Mie Østergaard Nielsen                                                               | 58"73    | Katinka Hosszú                                                                              | 58"94    | Kathleen Dawson                                                                | 59"68    |
| 200 m (dettagli)                | Katinka Hosszú                                                                       | 2'07"01  | Daryna Zevina                                                                               | 2'07"48  | Matea Samardžić                                                                | 2'09"24  |
| Rana                            |                                                                                      |          |                                                                                             |          |                                                                                |          |
| 50 m (dettagli)                 | Jennie Johansson                                                                     | 30"81    | Hrafnhildur Lúthersdóttir                                                                   | 30"91    | Jenna Laukkanen                                                                | 30"95    |
| 100 m (dettagli)                | Rūta Meilutytė                                                                       | 1'06"17  | Hrafnhildur Lúthersdóttir                                                                   | 1'06"45  | Chloe Tutton                                                                   | 1'07"50  |
| 200 m (dettagli)                | Rikke Møller Pedersen                                                                | 2'21"69  | Jessica Vall Montero                                                                        | 2'22"56  | Hrafnhildur Lúthersdóttir                                                      | 2'22"96  |
| Farfalla                        |                                                                                      |          |                                                                                             |          |                                                                                |          |
| 50 m (dettagli)                 | Sarah Sjöström                                                                       | 24"99    | Jeanette Ottesen                                                                            | 25"44    | Francesca Halsall                                                              | 25"48    |
| 100 m (dettagli)                | Sarah Sjöström                                                                       | 55"89    | Jeanette Ottesen                                                                            | 56"83    | Ilaria Bianchi                                                                 | 57"52    |
| 200 m (dettagli)                | Franziska Hentke                                                                     | 2'07"23  | Liliána Szilágyi                                                                            | 2'07"24  | Judit Ignacio Sorribes                                                         | 2'07"52  |
| Misti                           |                                                                                      |          |                                                                                             |          |                                                                                |          |
| 200 m (dettagli)                | Katinka Hosszú                                                                       | 2'07"30  | Siobhan-Marie O'Connor                                                                      | 2'09"03  | Hannah Miley                                                                   | 2'11"84  |
| 400 m (dettagli)                | Katinka Hosszú                                                                       | 4'30"90  | Hannah Miley                                                                                | 4'35"27  | Zsuzsanna Jakabos                                                              | 4'38"39  |
| Staffette                       |                                                                                      |          |                                                                                             |          |                                                                                |          |
| 4x100 m stile libero (dettagli) | Paesi Bassi Maud van der Meer Femke Heemskerk Marrit Steenbergen Ranomi Kromowidjojo | 3'33"80  | Italia Silvia Di Pietro Erika Ferraioli Aglaia Pezzato Federica Pellegrini                  | 3'37"68  | Svezia Sarah Sjöström Ida Marko-Varga Ida Lindborg Louise Hansson              | 3'37"84  |
| 4x200 m stile libero (dettagli) | Ungheria Zsuzsanna Jakabos Evelyn Verrasztó Boglárka Kapás Katinka Hosszú            | 7'51"63  | Spagna Melania Costa Patricia Castro Ortega Fatima Gallardo Carapeto Mireia Belmonte García | 7'53"38  | Paesi Bassi Andrea Kneppers Esmee Vermeulen Robin Neumann Femke Heemskerk      | 7'53"63  |
| 4x100 m misti (dettagli)        | Gran Bretagna Kathleen Dawson Chloe Tutton Siobhan-Marie O'Connor Francesca Halsall  | 3'58"57  | Italia Carlotta Zofkova Martina Carraro Ilaria Bianchi Erika Ferraioli                      | 4'00"73  | Finlandia Mimosa Jallow Jenna Laukkanen Emilia Pikkarainen Hanna-Maria Seppälä | 4'01"49  |

### Misti
| Evento                          | Oro                                                                                    | Tempo   | Argento                                                                | Tempo   | Bronzo                                                                  | Tempo   |
| Staffette                       |                                                                                        |         |                                                                        |         |                                                                         |         |
| 4x100 m stile libero (dettagli) | Paesi Bassi Sebastiaan Verschuren Ben Schwietert Maud van der Meer Ranomi Kromowidjojo | 3'23"64 | Italia Filippo Magnini Luca Dotto Erika Ferraioli Federica Pellegrini  | 3'24"55 | Francia Clément Mignon Jérémy Stravius Charlotte Bonnet Anna Santamans  | 3'25"49 |
| 4x100 m misti (dettagli)        | Gran Bretagna Chris Walker-Hebborn Adam Peaty Siobhan-Marie O'Connor Francesca Halsall | 3'44"56 | Italia Simone Sabbioni Martina Carraro Piero Codia Federica Pellegrini | 3'45"74 | Ungheria Gábor Balog Gábor Financsek Evelyn Verrasztó Zsuzsanna Jakabos | 3'49"50 |

## Medagliere
| Pos.   | Paese         | Oro | Argento | Bronzo | Totale |
| ------ | ------------- | --- | ------- | ------ | ------ |
| 1      | Ungheria      | 10  | 4       | 5      | 19     |
| 2      | Gran Bretagna | 7   | 6       | 9      | 22     |
| 3      | Italia        | 5   | 7       | 5      | 17     |
| 4      | Paesi Bassi   | 5   | 3       | 2      | 10     |
| 5      | Francia       | 4   | 1       | 4      | 9      |
| 6      | Svezia        | 4   | 0       | 1      | 5      |
| 7      | Danimarca     | 2   | 4       | 1      | 7      |
| 8      | Ucraina       | 1   | 2       | 2      | 5      |
| 9      | Germania      | 1   | 1       | 0      | 2      |
| 9      | Polonia       | 1   | 1       | 0      | 2      |
| 11     | Lituania      | 1   | 0       | 2      | 3      |
| 12     | Grecia        | 1   | 0       | 1      | 2      |
| 13     | Spagna        | 0   | 3       | 3      | 6      |
| 14     | Islanda       | 0   | 2       | 1      | 3      |
| 15     | Israele       | 0   | 2       | 0      | 2      |
| 16     | Belgio        | 0   | 1       | 1      | 2      |
| 16     | Russia        | 0   | 1       | 1      | 2      |
| 16     | Slovenia      | 0   | 1       | 1      | 2      |
| 19     | Norvegia      | 0   | 1       | 0      | 1      |
| 19     | Serbia        | 0   | 1       | 0      | 1      |
| 19     | Slovacchia    | 0   | 1       | 0      | 1      |
| 22     | Finlandia     | 0   | 0       | 2      | 2      |
| 23     | Croazia       | 0   | 0       | 1      | 1      |
| 23     | Portogallo    | 0   | 0       | 1      | 1      |
| Totale | Totale        | 42  | 42      | 43     | 127    |